# Загарских, Алексей Владимирович
Алексей Владимирович Загарских (род. 25 января 1975) — советский, российский и казахстанский игрок в хоккей с мячом, мастер спорта России (1994), мастер спорта международного класса Республики Казахстан (2003).

## Карьера

### Клубная
Заниматься хоккеем с мячом начал в 1983 году в Кирове в детской команде «Родины», в сезоне 1990/91 — в юношеской команде «Динамо» (Алма-Ата). На детско-юношеском уровне в составе «Родины» побеждает в турнире «Плетёный мяч» (1986, 1988) и чемпионате СССР среди младших юношей (1991).
Игровую карьеру начал в сезоне 1991/92 в составе алма-атинского «Динамо». По итогам своего первого сезона за команду становится бронзовым призёром чемпионата СНГ.
С 1993 по 1998 год, в сезоне 2008/09 был игроком «Родины».
С 1998 по 2002 год, в сезоне 2007/08 и в начале сезона 2008/09 в составе казанской «Ракеты» («Динамо-Казани»).
В дальнейшем был игроком «Зоркого» (2002—2005), «Маяка» (2005—2007) и «Волги» (2009—2013), также представляющих высший дивизион чемпионата России.
С 2014 года был игроком команд, представляющих второй по силе дивизион: «Мурман» (2014 — кубок), «Черемшан» (2014—2016), «Знамя-Удмуртия» (2016—2018) и «Кировец» (в сезоне 2019/20).

### Сборная Казахстана
В составе сборной Казахстана участник 11 чемпионатов мира, бронзовый призёр турниров 2003, 2005, 2013 годов.

## Достижения
«Родина»
 Чемпион России по мини-хоккею (2): 1994, 1995 

 Бронзовый призёр чемпионата России по мини-хоккею (1): 1993 

 Чемпион СССР среди младших юношей: 1991 

 Победитель турнира «Плетёный мяч»: 1986, 1988
«Динамо» (Алма-Ата)
 Бронзовый призёр чемпионата СНГ (1): 1991/92
«Ракета»
 Финалист Кубка России (1): 2002 

 Серебряный призёр Международного турнира на призы Правительства России (1): 2000 (в составе сборной Татарстана) 

 Серебряный призёр чемпионата России по мини-хоккею (1): 2001
«Зоркий»
 Бронзовый призёр чемпионата России (1): 2003/04
Сборная СССР/России (юноши, юниоры)
 Чемпион мира среди юниоров (1): 1994 

 Серебряный призёр чемпионата мира среди юношей (1): 1991
Сборная Казахстана
 Бронзовый призёр чемпионата мира (3): 2003, 2005, 2013
Личные
- В списке 22-х лучших игроков сезона (1): 2001

## Статистика выступлений

### Клубная
В чемпионатах СНГ и России
| Сезон     | Клуб                  | И   | М   | П   | О   | Ш       |
| --------- | --------------------- | --- | --- | --- | --- | ------- |
| 1991/1992 | Динамо (Алма-Ата)     | 15  | 0   |     | 0   | 0       |
| 1992/1993 | Динамо (Алма-Ата)     | 9   | 0   |     | 0   | 0       |
| 1993/1994 | Родина (Киров)        | 26  | 0   |     | 0   | 40+К    |
| 1994/1995 | Родина (Киров)        | 24  | 2   |     | 2   | 70      |
| 1995/1996 | Родина (Киров)        | 27  | 7   |     | 7   | 90      |
| 1996/1997 | Родина (Киров)        | 28  | 30  |     | 30  | 60      |
| 1997/1998 | Родина (Киров)        | 25  | 24  |     | 24  | 55      |
| 1998/1999 | Ракета (Казань)       | 28  | 25  |     | 25  | 45      |
| 1999/2000 | Ракета (Казань)       | 30  | 24  | 13  | 37  | 20+К    |
| 2000/2001 | Ракета (Казань)       | 28  | 8   | 23  | 31  | 40      |
| 2001/2002 | Ракета (Казань)       | 27  | 7   | 16  | 23  | 65      |
| 2002/2003 | Зоркий (Красногорск)  | 25  | 18  | 9   | 27  | 50      |
| 2003/2004 | Зоркий (Красногорск)  | 24  | 10  | 8   | 18  | 30      |
| 2004/2005 | Зоркий (Красногорск)  | 18  | 4   | 4   | 8   | 40      |
| 2005/2006 | Маяк (Краснотурьинск) | 23  | 8   | 16  | 24  | 35      |
| 2006/2007 | Маяк (Краснотурьинск) | 30  | 18  | 28  | 46  | 35      |
| 2007/2008 | Ракета (Казань)       | 27  | 3   | 3   | 6   | 25      |
| 2008/2009 | Родина (Киров)        | 27  | 3   | 6   | 9   | 40      |
| 2009/2010 | Волга (Ульяновск)     | 32  | 12  | 9   | 21  | 85+К    |
| 2010/2011 | Волга (Ульяновск)     | 17  | 6   | 7   | 8   | 55+К    |
| 2011/2012 | Волга (Ульяновск)     | 28  | 6   | 15  | 21  | 105+К   |
| 2012/2013 | Волга (Ульяновск)     | 28  | 6   | 13  | 19  | 10+К    |
| Всего     | 22 чемпионата         | 546 | 221 | 170 | 391 | 1005+6К |

Примечание: Статистика голевых передач ведется с сезона 1999/2000
В чемпионатах России забивал мячи в ворота 27 команд
```
 1.Локомотив Ор         = 22 мяча 14-15.Кузбасс        =  6
 2.Старт                = 19      16-19.Зоркий         =  5
 3.Динамо-Казань        = 15      16-19.Волга          =  5
 4.Динамо М             = 14      16-19.Вымпел         =  5
 5-8.Водник             = 13      16-19.Сибсельмаш     =  5
 5-8.Североникель       = 13      20-21.СКА-Свердловск =  4
 5-8.Строитель С        = 13      20-21.Мурман         =  4
 5-8.Родина             = 13      22-23.Енисей         =  3
 9-10.Север             = 11      22-23.СКА-Забайкалец =  3
 9-10.Агрохим           = 11      24-26.Подшипник      =  2
11.Маяк                 = 10      24-26.Саяны          =  2
12-13.Байкал-Энергия    =  7      24-26.Металлург Бр   =  2
12-13.Уральский трубник =  7      27.Знамя             =  1
14-15.СКА-Нефтяник      =  6
```

В чемпионатах России количество мячей в играх
по 1 мячу забивал  в 118 играх

по 2 мяча забивал  в  32 играх

по 3 мяча забивал  в  9 играх

по 4 мяча забивал  в   3 играх

Свой 221 мяч забросил в 162 играх, в 384 играх мячей не забивал.

### Комментарии
1. ↑  Количество игр и голов за клуб(ы) в высшем дивизионе чемпионатов СНГ/России
2. ↑  Результативные передачи